# Памятник Пулемётному корпусу
Памятник Пулемётному корпусу (англ. Machine Gun Corps Memorial, также Молодой Давид — англ. The Boy David) — исторический мемориал, посвящённый членам Пулемётного корпуса, погибшим в Первой мировой войне. Памятник, доминантой которого является статуя молодого Давида, расположен на северной стороне площади Гайд-парка в Лондоне, недалеко от Арки Веллингтона, конной статуи Герцога Веллингтона, Мемориала Королевской артиллерии, Новозеландского военного мемориала и Австралийского военного мемориала.

## История
Пулемётный корпус в составе Британской армии был образован в октябре 1915 года в качестве ответа на необходимость более эффективного использования пулемётов на Западном фронте Первой мировой войны. Корпус стал первым подразделением, использовавшим танки в бою, и его отделение впоследствии превратилось в Королевский танковый полк. Корпус был расформирован в 1922 году. За годы войны через Корпус прошли 170500 солдат и офицеров, из которых 62 049 были убиты, ранены или пропали без вести.
Первоначально памятник, отлитый фирмой «W. Morris Art Bronze Foundry», был установлен на Гросвенор-Плэйс, недалеко от площади Гайд-парка, и торжественно открыт 10 мая 1925 года Артуром, герцогом Коннаутским. Практически сразу же вокруг памятника начались бурные споры, так как некоторые интерпретировали прекрасную статую, сопровождаемую пулемётами, как прославление войны. Возмущенные жители Лондона писали письма в газету «The Times», и в конце концов дело дошло даже до слушаний в Международном арбитражном комитете и Палате общин парламента Великобритании. В итоге, 25 августа 1925 года член Комитета Мемориала Гарольд Филлипс сказал, что руководство решительно выступает против любого изменения, которое могут внести в композицию памятника, и добавил: «я надеюсь, что эти беспокойные личности найдут себе другой бардак и оставят наш мемориал в покое». Несмотря на эти толкования, известный скульптор Фрэнсис Дервент Вуд хотел изобразить истинную природу войны, и, в частности личный конфликт пулеметчика. Он хорошо знал об ужасах современной механизированной войны, так как в свои 40 лет в 1915 году поступил санитаром в Королевский армейский медицинский корпус, вследствие чего позже разработал маски для солдат с лицевыми уродствами, вызванными боевыми ранениями. Вуд считал, что памятники не должны скрывать трагическую реальность войны, и продолжал проектировать военные мемориалы по всей стране, в частности в Ливерпуле.
В 1945 году памятник был демонтирован из-за дорожных работ и не восстанавливался в течение нескольких десятилетий. В 1963 году памятник был сооружён на нынешнем месте. 5 февраля 1970 года мемориал был внесён в список памятников архитектуры под категорией «II», а 9 июля 2014 года повышен до категории «II*».
Ежегодно в мае члены Ассоциации старых товарищей Пулемётного корпуса собираются у памятника, чтобы вспомнить боевых друзей, а в одно из воскресений ноября каждого года собираются на площадке у Вестминстерского аббатства.

## Композиция и архитектура

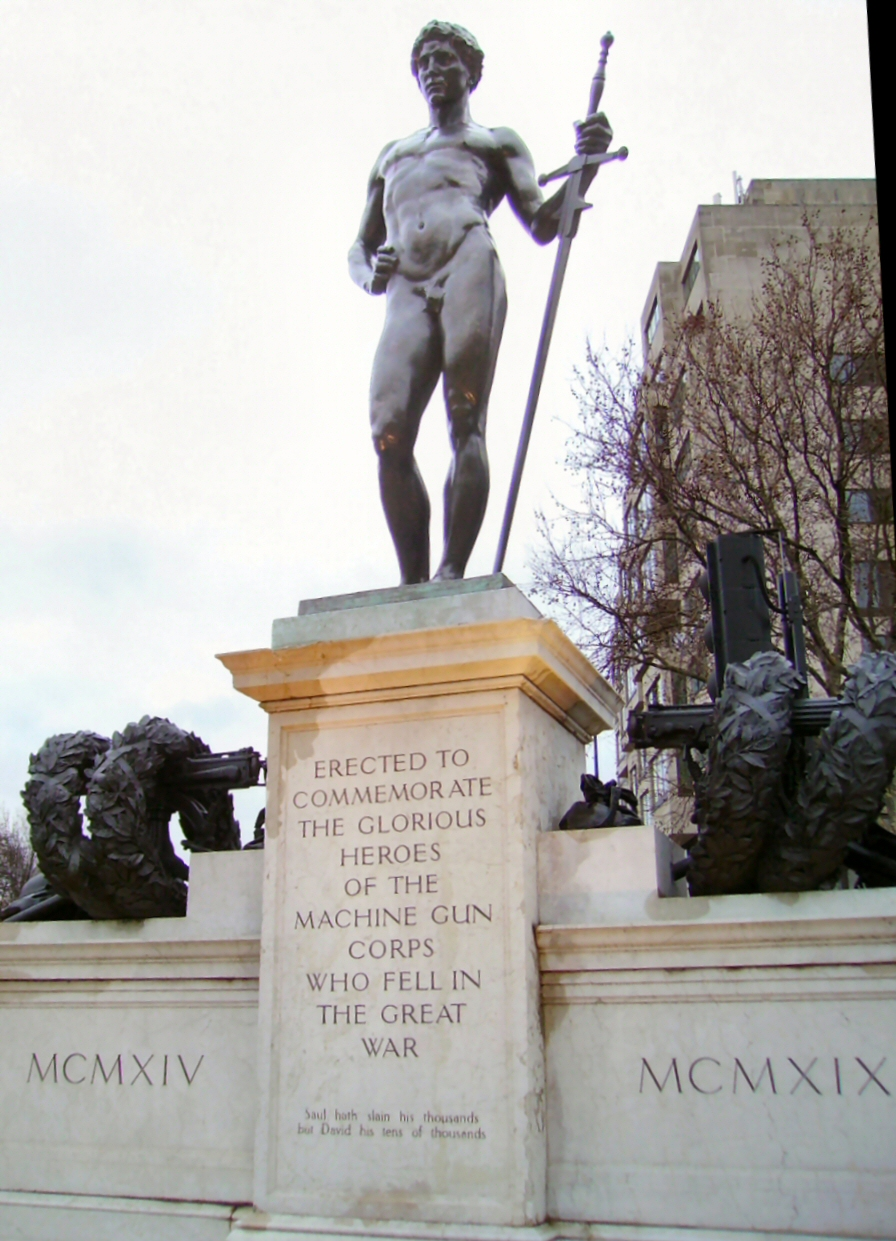
Общий вид, 2006 год.
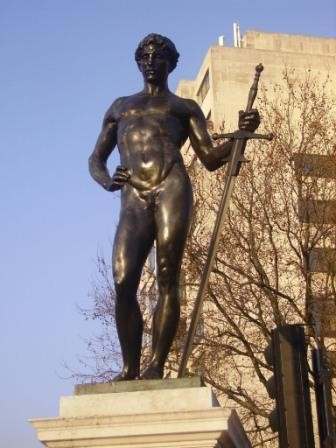
Давид, 2012 год.
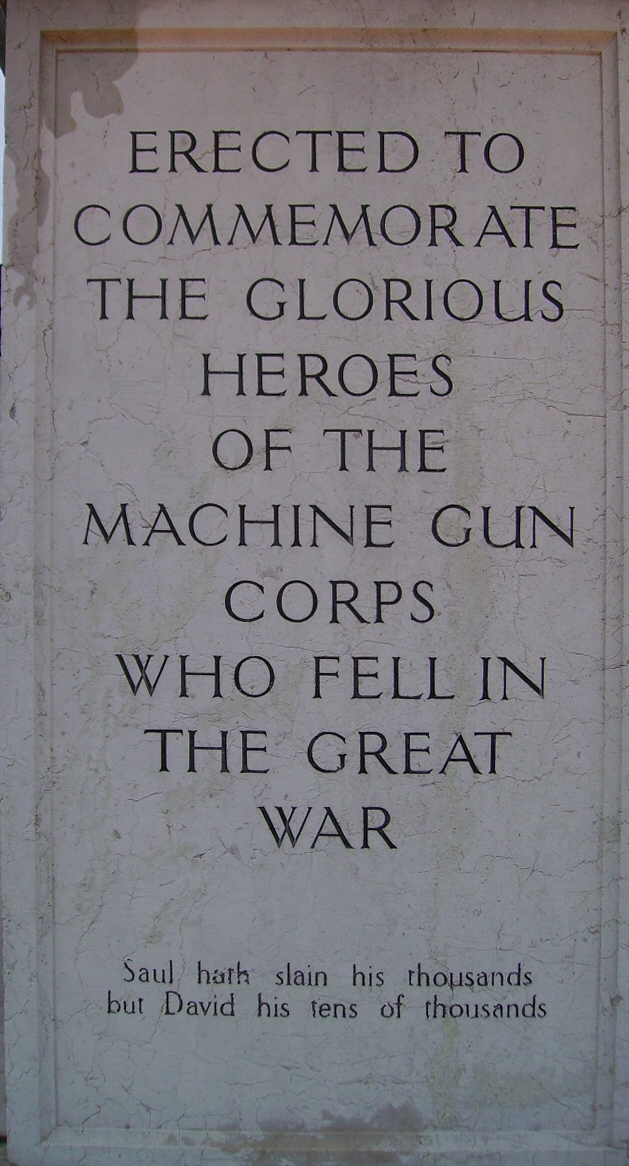
Надпись на постаменте спереди
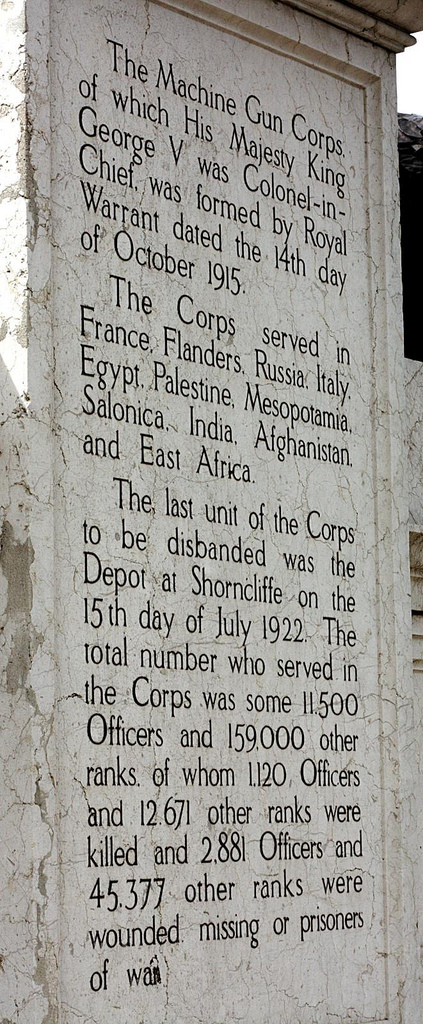
и сзади, 2006 год.

Доминантой памятника является центральный постамент квадратного сечения из светло-серого итальянского мрамора высотой 2,7 метров (9 футов), увенчанный бронзовой статуей обнаженного Давида. Молодой юноша стоит в классической контрапостной позе, одной рукой опираясь на бедро, а другой — на огромный двуручный меч Голиафа. По обе стороны, уровнем ниже расположены постаменты из того же мрамора, на которых стоят два бронзовых пулемёта марки «Виккерс» — оружия механизированной резни, стволы которых увиты двумя лавровыми венками рядом с солдатским обмундированием и шлемами. Ранее бытовало мнение, что пулемёты являются настоящими и только снаружи покрыты бронзой, однако данные госкомиссии «Английское наследие» опровергают эту версию, говоря о том, что пулемёты являются тщательно отлитыми репликами.
Надпись на основном постаменте гласит:

УСТАНОВЛЕН В ОЗНАМЕНОВАНИЕ СЛАВНЫХ ГЕРОЕВ ПУЛЕМЁТНОГО КОРПУСА, ПАВШИМИ НА ВЕЛИКОЙ ВОЙНЕ
Оригинальный текст (англ.)ERECTED TO COMMEMORATE THE GLORIOUS HEROES OF THE MACHINE GUN CORPS WHO FELL IN THE GREAT WAR

Ниже выбита библейская цитата из Книги Самуила 18:7 Архивная копия от 24 октября 2021 на Wayback Machine:

Саул победил тысячи, а Давид десятки тысяч
Оригинальный текст (англ.)Saul has slain his thousands but David his tens of thousands

По обеим сторонам на постаментах выбиты даты: «MCMXIV» и «MCMXIX» (1914 и 1919). На задней поверхности центрального постамента ещё одна надпись, рассказывающая об истории Пулемётного корпуса:

Пулемётный Корпус, Полковник-Шефом которого был Его Величество Король Георг V, был сформирован Королевским Указом от 14-го дня октября 1915 года. Корпус служил во Франции, Фландрии, России, Италии, Египте, Палестине, Месопотамии, Салониках, Индии, Афганистане и Восточной Африке. Последнее подразделение Корпуса было распущено в Депо Шорнклиффа на 15-й день июля 1922 года. Общее число служивших в Корпусе составляет 11500 Офицеров и 159000 других рангов, из которых 1120 офицеров и 12671 других рангов были убиты и 2881 офицеров и 45377 других рангов были ранены, пропали или стали военнопленными.
Оригинальный текст (англ.)The Machine Gun Corps of which His Majesty King George V was Colonel-In-Chief was formed bay the Royal Warrant dated the 14th day of October 1915. The Corps served in France, Flanders, Russia, Italy, Egypt, Palestine, Mesopotamia, Salonica, India, Afganistan and East Africa. The last unit of the Corps to be disbanded was the Depot at Shorncliffe on the 15th day of July 1922. The total numder who served in the Corps was some 11,500 Officers and 159,000 other ranks, of whom 1,120 Officers and 12,671 other ranks were killed and 2881 Officers and 45377 other ranks were wounded, missing or prisoners of war.

## Варианты статуй

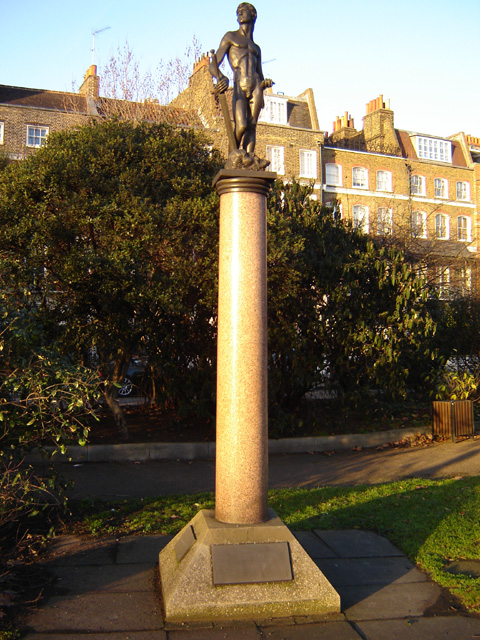
«Давид» на побережье Челси, 2006 год.

Другой вариант статуи Давида был возведен на Чейн-Уэлк на набережной Челси. Оригинал Эдуарда Байнбриджа Копнолла — в зависимости от версии Вуда — был украден в 1969 году, и в 1975 году была открыта новая статуя из стекловолокна. Другой вариант бронзы Вуда хранится в Национальной галерее Виктории в Австралии.
Кроме данного памятника, Пулемётному корпусу посвящён мемориал в Фолкстоне, недалеко от казарм в Шорнклиффе.